# Fritillaria sibthorpiana
Fritillaria sibthorpiana là một loài thực vật có hoa trong họ Liliaceae. Loài này được (Sm.) Baker miêu tả khoa học đầu tiên năm 1874.